# یوری سار (سیاستمدار استونیایی، زاده ۱۹۴۶)
یوری سار (استونیایی: Jüri Saar؛ زادهٔ ۸ نوامبر ۱۹۴۶) سیاستمدار و نماینده سابق مجلس اهل استونی است.